# Lars Winnerbäck

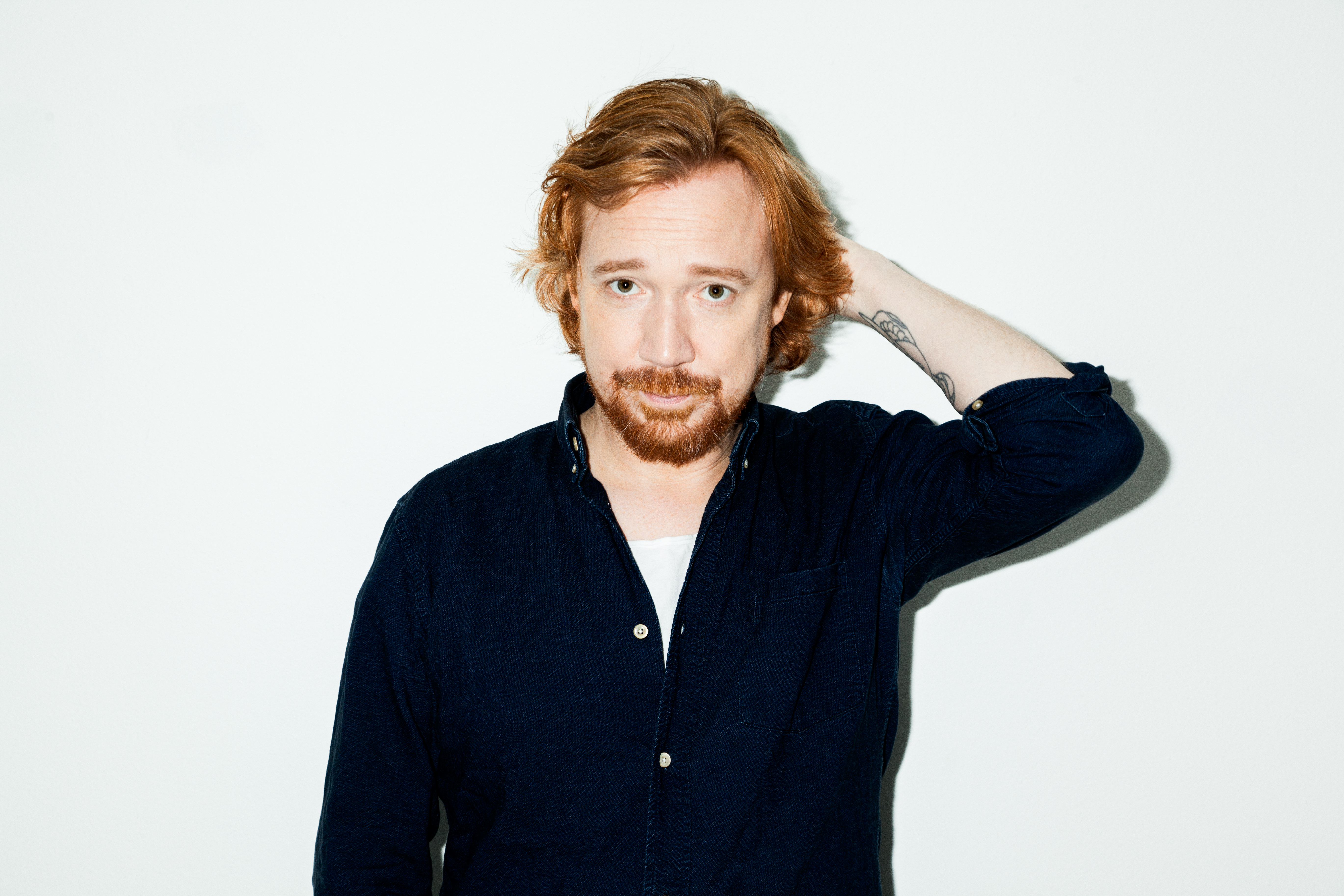
Lars Winnerbäck (2016)

Lars Winnerbäck (* 19. Oktober 1975 in Stockholm als Lars Mattias Nilsson) ist ein schwedischer Sänger und Songwriter. Er trägt seine Texte ausschließlich auf Schwedisch vor.

## Karriere
Winnerbäck wurde in Stockholm geboren, wuchs jedoch in Linköping auf. Mit 10 Jahren bekam er in der Musikschule Gitarrenunterricht. Als Teenager war er Sänger in der Punkband Snoddas. Nach dem Schulabschluss besuchte er die Nordiska Folkhögskolan in Kungälv, um schwedische Volkslieder zu studieren. Da entstand auch ein erstes Demotape mit dem Titel 3486 ord från Lars Winnerbäck. Er lernte den erfolgreichen Punkrockmusiker Johan Johansson kennen und beschloss seinem Beispiel folgend eine Solokarriere zu beginnen. Zwei Freunde gründeten das Label Elvira und veröffentlichten darüber mit einfachen Mitteln sein Debütalbum Dans med svåra steg. Von Linköping aus mit einem kleinen Label konnte er allerdings nicht viel Aufmerksamkeit erregen, deshalb ging er nach Stockholm. Johansson half ihm mit gemeinsamen Auftritten seine Bekanntheit zu vergrößern und produzierte auch selbst Winnerbäcks zweites Album Rusningstrafik. Es erschien 1997 und schaffte den Einstieg auf die hinteren Plätze der schwedischen Albumcharts.
Daraufhin bekam er einen Plattenvertrag von Universal. Sein drittes Album Med solen i ögonen wurde aufwändiger produziert und ging mehr in Richtung Popmusik. Der Erfolg zeigte sich mit Platz 13 in den Charts. Zwischen den Veröffentlichungen tourte er zwar auch mit anderen bekannten Musikern, aber Kom war 1999 bereits sein viertes Album in vier Jahren. Es war kommerziell ähnlich erfolgreich wie der Vorgänger, diesmal bekam er aber eine Nominierung für den nationalen Musikpreis Grammis in der Kategorie Pop/Rock und er gewann seine erste Auszeichnung als bester Liedtexter. Mit dem Albumsong Kom ihåg mig hatte er auch seinen ersten kleineren Singlehit.
Der Durchbruch gelang dem Schweden dann 2001 mit dem Album Singel. Musikalisch entwickelte er sich weiter in Richtung von Bruce Springsteen oder seinem Landsmann Ulf Lundell und stieß damit auf breite Popularität. Das Album erreichte Platz 1 der Charts und hielt sich dort zwei Wochen. Als bester männlicher Pop/Rock-Musiker bekam er seinen zweiten Grammis. Danach stellte er mit Hovet eine Begleitband zusammen und veröffentlichte mit ihr 2003 das Album Söndermarken. Mit diesem und den folgenden Studioalben landete er regelmäßig auf Platz der Albumcharts. Söndermarken enthielt aber auch drei Songs, die es in die Top 10 der Singlecharts schafften. Es war sein erstes Platinalbum und bekam später sogar Doppelplatin.
Danach trennte er sich wieder von Hovet, die noch einige Zeit als eigenständige Band weitermachten, und ließ mit Vatten under broarna 2004 sein nächstes Nummer-eins-Album folgen. Die Vorabsingle Elegi brachte ihm seine erste Nummer-eins-Platzierung in den Singlecharts. Der Song Stort liv, bei dem er noch einmal mit Hovet zusammenarbeitete, war im Jahr darauf eine weitere Nummer eins und brachte ihm Singleplatin.
Zu seinem 10-jährigen Jubiläum veröffentlichte Winnerbäck dann 2006 sein erstes Best-of-Album, eine Doppel-CD mit 26 Liedern. Mehr als eineinhalb Jahre in den Charts sammelte Efter nattens bränder im Laufe der Zeit an und auch dieses Album erreichte Platin.
Erstmals nach einer zweijährigen Pause erschien 2007 das nächste Studioalbum Daugava. Es erreichte nicht nur Platz 1 und Doppelplatin, mit dem darauf enthaltenen Duett Om du lämnade mig nu mit Miss Li hatte er auch seinen größten Singlehit. Auch das Lied erreichte Platz 1 und Doppelplatin und hielt sich ein volles Jahr in den Singlecharts. Außerdem konnte sich Winnerbäck mit dem Album erstmals auch im Nachbarland Norwegen in den Charts platzieren. Mit Over grensen - De beste 1996–2009 erschien daraufhin ein Best-of-Album speziell für das Nachbarland, das Platz 3 in den norwegischen Charts einnahm.
Im selben Jahr wurde auch Tänk om jag ångrar mig och sen ångrar mig igen veröffentlicht, sein letztes Doppelplatinalbum, mit der vierten Nummer-eins-Single Jag får liksom ingen ordning. Es war sein letzter Tophit in den Singlecharts und in den 2010ern wurde er, auch mit dem Aufkommen des Musikstreamings ganz besonders in Schweden, überwiegend zu einem Albumkünstler. In größeren Abständen erschienen 2013 mit Hosianna und 2016 mit Granit och morän zwei weitere Nummer-eins-Alben, die sich jeweils über ein Jahr in den Charts hielten.
Das Livealbum Vi var där war 2017 sein zehntes Nummer-eins-Album. Im selben Jahr erschien die Filmbiografie Ett slags liv von Regisseur Øystein Karlsen unter anderem mit dem Schauspieler Rolf Lassgård und den Musikern Melissa Horn und Per Gessle, mit denen Winnerbäck schon zusammengearbeitet hatte.

## Diskografie

### Alben
| Jahr | Titel                                             | Höchstplatzierung, Gesamtwochen, AuszeichnungChartplatzierungen (Jahr, Titel, Platzierungen, Wochen, Auszeichnungen, Anmerkungen) | Höchstplatzierung, Gesamtwochen, AuszeichnungChartplatzierungen (Jahr, Titel, Platzierungen, Wochen, Auszeichnungen, Anmerkungen) | Anmerkungen                                    |
| Jahr | Titel                                             | SE | NO | Anmerkungen                                    |
| ---- | ------------------------------------------------- | --- | --- | ---------------------------------------------- |
| 1996 | Dans med svåra steg                               | — | — |                                                |
| 1997 | Rusningstrafik                                    | SE58 Gold · (1 Wo.)SE | — |                                                |
| 1998 | Med solen i ögonen                                | SE13 Platin · (5 Wo.)SE | — |                                                |
| 1999 | Kom                                               | SE11 Platin · (8 Wo.)SE | — |                                                |
| 2001 | Singel                                            | SE1 Platin · (15 Wo.)SE | — |                                                |
| 2001 | Live för dig                                      | SE21 Gold · (4 Wo.)SE | — | Livealbum                                      |
| 2003 | Söndermarken Lars Winnerbäck och Hovet            | SE1 ×2Doppelplatin · (43 Wo.)SE                                                                                                   | — |                                                |
| 2004 | Vatten under broarna                              | SE1 ×2Doppelplatin · (42 Wo.)SE                                                                                                   | — |                                                |
| 2006 | Efter nattens bränder – 1996–2006                 | SE1 Platin · (90 Wo.)SE | — | Best-of-Doppelalbum                            |
| 2007 | Daugava                                           | SE1 ×2Doppelplatin · (36 Wo.)SE                                                                                                   | NO34 (1 Wo.)NO |                                                |
| 2008 | Vi var där blixten hittade ner – Live hösten 2007 | SE1 (5 Wo.)SE | — | Livealbum                                      |
| 2009 | Over grensen – De beste 1996–2009                 | — | NO3 (25 Wo.)NO | Best-of-Album (veröffentlicht in Norwegen)     |
| 2009 | Tänk om jag ångrar mig och sen ångrar mig igen    | SE1 ×2Doppelplatin · (76 Wo.)SE                                                                                                   | NO6 (8 Wo.)NO |                                                |
| 2013 | Hosianna                                          | SE1 Platin · (56 Wo.)SE | NO3 (7 Wo.)NO |                                                |
| 2016 | Granit och morän                                  | SE1 Gold · (60 Wo.)SE | NO7 (4 Wo.)NO | Erstveröffentlichung: 17. Juni 2016            |
| 2017 | Vi var där                                        | SE1 (2 Wo.)SE | — | Erstveröffentlichung: 9. Juni 2017 Livealbum   |
| 2019 | Eldtuppen                                         | SE1 ×2Doppelplatin · (90 Wo.)SE                                                                                                   | NO10 (1 Wo.)NO | Erstveröffentlichung: 27. September 2019       |
| 2020 | Lars Winnerbäck Globen 2019.11.29                 | SE38 (1 Wo.)SE | — | Erstveröffentlichung: 17. April 2020 Livealbum |
| 2022 | Själ och hjärta                                   | SE4 Gold · (13 Wo.)SE | — | Erstveröffentlichung: 29. April 2022           |
| 2023 | Neutronstjärnan                                   | SE1 Gold · (54 Wo.)SE | NO38 (1 Wo.)NO | Erstveröffentlichung: 22. September 2023       |

Weitere Alben
- 1999: Bland skurkar, helgon och vanligt folk
- 2001: Singel
- 2004: Live i Linköping
- 2005: Live sommar 05
- 2005: Stackars hela Sverige
- 2005: Bränt krut, volym 1: Stackars hela Sverige
- 2005: Bränt krut, volym 2
- 2008: Bränt krut, volym 3: Vi var där blixten hittade ner
- 2010: Bränt krut, volym 4
- 2014: Oslo Spektrum 2013

### Singles
| Jahr | Titel Album                                                                              | Höchstplatzierung, Gesamtwochen, AuszeichnungChartsChartplatzierungen (Jahr, Titel, Album, Platzierungen, Wochen, Auszeichnungen, Anmerkungen) | Anmerkungen                                                        |
| Jahr | Titel Album                                                                              | SE | Anmerkungen                                                        |
| --- | ---------------------------------------------------------------------------------------- | --- | ------------------------------------------------------------------ |
| 1999 | Kom ihåg mig Kom                                                                         | SE40 (4 Wo.)SE |                                                                    |
| 2001 | Jag vill gå hem med dig Singel                                                           | SE27 (4 Wo.)SE |                                                                    |
| 2003 | Åt samma håll Söndermarken                                                               | SE6 (3 Wo.)SE | Lars Winnerbäck und Hovet                                          |
| 2003 | Dunkla rum Söndermarken                                                                  | SE9 (7 Wo.)SE | Lars Winnerbäck und Hovet                                          |
| 2003 | Hum hum från Humlegården –                                                               | SE4 Gold · (32 Wo.)SE | Lars Winnerbäck und Hovet                                          |
| 2004 | Elegi Vatten under broarna                                                               | SE1 (22 Wo.)SE |                                                                    |
| 2005 | Stackars Stackars hela Sverige: Bränt krut vol. 1                                        | SE4 (6 Wo.)SE |                                                                    |
| 2005 | Stort liv –                                                                              | SE1 Platin · (29 Wo.)SE | Lars Winnerbäck und Hovet                                          |
| 2007 | Om du lämnade mig nu Daugava                                                             | SE1 ×2Doppelplatin · (54 Wo.)SE | Lars Winnerbäck im Duett mit Miss Li                               |
| 2008 | En tätort på en slätt Daugava                                                            | SE30 (5 Wo.)SE |                                                                    |
| 2008 | Som jag hade dig förut –                                                                 | SE58 (1 Wo.)SE | Melissa Horn mit Lars Winnerbäck                                   |
| 2008 | Strimmor –                                                                               | SE2 (15 Wo.)SE |                                                                    |
| 2009 | Jag får liksom ingen ordning Tänk om jag ångrar mig, och sen ångrar mig igen             | SE1 Gold · (23 Wo.)SE |                                                                    |
| 2010 | Från kylan in i värmen Tänk om jag ångrar mig, och sen ångrar mig igen (Bonus Version)   | SE4 (8 Wo.)SE |                                                                    |
| 2010 | En stannfågel ger sig av Tänk om jag ångrar mig, och sen ångrar mig igen (Bonus Version) | SE24 (2 Wo.)SE |                                                                    |
| 2013 | Utkast till ett brev Hosianna                                                            | SE29 (4 Wo.)SE |                                                                    |
| 2013 | Vi åkte aldrig ut till havet Hosianna                                                    | SE48 (1 Wo.)SE |                                                                    |
| 2013 | Gå med mig vart jag går Hosianna                                                         | SE55 (1 Wo.)SE |                                                                    |
| 2013 | Hosianna                                                                                 | SE58 (1 Wo.)SE |                                                                    |
| 2015 | Köpt en bil Granit och morän                                                             | SE29 (3 Wo.)SE | Erstveröffentlichung: 16. Oktober 2015                             |
| 2017 | Småstadsprat Small Town Talk                                                             | SE72 Gold · (2 Wo.)SE | Erstveröffentlichung: 17. März 2017 Per Gessle mit Lars Winnerbäck |
| 2019 | Tror jag hittar hem Eldtuppen                                                            | SE27 (7 Wo.)SE | Erstveröffentlichung: 17. September 2019                           |
| 2019 | Paradiset Eldtuppen                                                                      | SE64 (1 Wo.)SE | Erstveröffentlichung: 18. September 2019                           |
| 2019 | Eldtuppen                                                                                | SE55 (2 Wo.)SE | Erstveröffentlichung: 19. September 2019                           |
| 2019 | Hur och vem och vad Eldtuppen                                                            | SE66 (2 Wo.)SE | Erstveröffentlichung: 20. September 2019                           |
| 2019 | Skulle aldrig hända oss Eldtuppen                                                        | SE74 (1 Wo.)SE | Erstveröffentlichung: 21. September 2019                           |
| 2019 | När jag såg dig Eldtuppen                                                                | SE92 (1 Wo.)SE | Erstveröffentlichung: 22. September 2019                           |
| 2023 | Nåt som verkligen är bra Neutronstjärnan                                                 | SE25 (8 Wo.)SE | Erstveröffentlichung: 12. Mai 2023                                 |
| 2023 | Är det nåt jag ska ta med Neutronstjärnan                                                | SE23 (4 Wo.)SE | Erstveröffentlichung: 8. September 2023                            |
| 2024 | Känns så längesen –                                                                      | SE65 (1 Wo.)SE | Erstveröffentlichung: 12. Juli 2024 mit Johnossi                   |
| Folgende Lieder erschienen nicht als Single, wurden aber durch das Album zum Download und Streaming bereitgestellt und konnten somit eine Platzierung erlangen: |                                                                                          | |                                                                    |
| |                                                                                          | |                                                                    |
| 2016 | Granit och morän                                                                         | SE49 Gold · (2 Wo.)SE |                                                                    |
| 2016 | Sysselmannen Granit och morän                                                            | SE89 (1 Wo.)SE |                                                                    |
| 2016 | Kommer och går Granit och morän                                                          | SE95 (1 Wo.)SE |                                                                    |
| 2016 | Lågsäsong Granit och morän                                                               | SE99 (1 Wo.)SE |                                                                    |
| 2019 | Hymn Eldtuppen                                                                           | SE78 (1 Wo.)SE |                                                                    |
| 2021 | Själ och hjärta Själ och hjärta – del 1                                                  | SE51 (1 Wo.)SE |                                                                    |
| 2021 | Älvens industrier Själ och hjärta – del 1                                                | SE63 (1 Wo.)SE |                                                                    |
| 2021 | Skriet Själ och hjärta – del 1                                                           | SE83 (1 Wo.)SE |                                                                    |
| 2023 | Rosor & Champagne Neutronstjärnan                                                        | SE21 (4 Wo.)SE |                                                                    |
| 2023 | Min gata i stan Neutronstjärnan                                                          | SE32 (2 Wo.)SE |                                                                    |
| 2023 | Alltid nästan där Neutronstjärnan                                                        | SE46 (1 Wo.)SE |                                                                    |
| 2023 | Em lampa i mässing Neutronstjärnan                                                       | SE50 (1 Wo.)SE |                                                                    |
| 2023 | Vad gör det om hundra år Neutronstjärnan                                                 | SE53 (1 Wo.)SE |                                                                    |
| 2023 | Vår tid Neutronstjärnan                                                                  | SE63 (1 Wo.)SE |                                                                    |
| 2023 | Gärna lite till Neutronstjärnan                                                          | SE66 (1 Wo.)SE |                                                                    |
| 2023 | Neutronstjärnan                                                                          | SE75 (1 Wo.)SE |                                                                    |

### Videoalben
- 2004: Live i Linköping (SE: ×2Doppelplatin )
- 2008: Solen i Ögonen (SE: Gold)

## Auszeichnungen
Grammis
- Textförfattare 2000: Kom (Album)
- Pop/Rock – manlig 2002: Singel (Album)
- Rockalbum (Solo) 2005: Vatten under broarna (Album)
- Textförfattare 2005: Vatten under broarna (Album)
- Låt 2008: Om du lämnade mig nu (Duett mit Miss Li)
- Artist 2010: Tänk om jag ångrar mig och sen ångrar mig igen
- Manliga artist 2010: Tänk om jag ångrar mig och sen ångrar mig igen